# Lilla Jaulak
Lilla Jaulak är en sjö i Arjeplogs kommun i Lappland och ingår i Skellefteälvens huvudavrinningsområde. Sjön har en area på 0,118 kvadratkilometer och ligger 442,1 meter över havet.

## Delavrinningsområde
Lilla Jaulak ingår i det delavrinningsområde (734830-156669) som SMHI kallar för Mynnar i Bajeb Jutas. Medelhöjden är 465 meter över havet och ytan är 7,07 kvadratkilometer. Det finns inga avrinningsområden uppströms utan avrinningsområdet är högsta punkten. Vattendraget som avvattnar avrinningsområdet har biflödesordning 3, vilket innebär att vattnet flödar genom totalt 3 vattendrag innan det når havet efter 293 kilometer. Avrinningsområdet består mestadels av skog (59 procent) och sankmarker (39 procent). Avrinningsområdet har 0,2 kvadratkilometer vattenytor vilket ger det en sjöprocent på 2,8 procent.